# Histerosonosalpingografía
La histerosonosalpingografía, se trata de una ecografía del útero y de las trompas.
La etimología de la palabra histerosonosalpingografía radica en (ὑστέρα : ‘histeria’ : útero) + ‘sono’(haciendo relación a los ultrasonidos) + (σάλπιγξ : ‘salpinx’ : trompa) + (σάλπιγξ : ‘grafós’ : escribir). 

## Procedimiento
En primer lugar, se procede a situar un espéculo en la vagina, lo cual permite localizar el cuello. 
A continuación, se desinfecta con un antiséptico (betadina vaginal o cloherxidina). 
Se introduce una cánula a través del orificio cerivcal en la cavidad uterina y se retira el espéculo. 
Posteriormente, se introduce en vagina una sonda de ecografía transvaginal. A través de la cánula que está dentro del útero, se inyecta una solución o gel que sea visible por ecografía. Esta solución puede variar, empleándose suero fisiológico estéril, medio salino o Echovist.
Finalmente, se visualiza por ecografía el paso de dicha solución o gel desde la cavidad uterina hasta las trompas, así como se constata el paso de dicho gel o solución desde las trompas hacia la cavidad abdominal. 
En caso de obstrucción de trompas, no podría verse dicho paso del líquido a la cavidad abdominal.

## Indicaciones
Las indicaciones principales de la histerosonosalpingografía son:
1. Determinación de causa de infertilidad
2. Estudio de mujeres con alteraciones menstruales
3. Estudio clínico del sangrado del útero
4. Interrupciones involuntarias de embarazo de forma repetida[3]
5. Estudio de embarazos ectópicos[3]
6. Decisión de la técnica de reproducción asistida con mayores probabilidades de éxito.
7. Estudio de mujeres con dolores o tumores pélvicos y malformaciones congénitas[3][4]
8. Comprobación del éxito de una ligadura de trompas.

## Factores que detecta la histerosonosalpingografía
Principalmente, las imágenes ecográficas obtenidas por la histerosonosalpingografía pueden mostrar anomalías uterinas o de las trompas de falopio, tanto desde un punto de vista morfológico como fisiológico.
En este ámbito, se podrían observar obstrucciones de las trompas que pudiesen provocar infertilidad debida a:
- La no llegada del óvulo al útero, teniendo en cuenta que la llegada del óvulo al útero se produce por su descenso a través de las trompas
- La incapacidad del espermatozoide de acceder al óvulo

En relación con la cavidad uterina, se podría observar, entre otros, la situación y la posición del útero, la presencia de quistes, miomas, tumores o dispositivos extrauterinos extraviados,

## Ventajas con respecto a la histerosalpingografía
Esta técnica se considera una alternativa a la histerosalpingografía y presenta ciertas ventajas con respecto a la misma:
1. Sencillez
2. Reducción de molestias
3. Valoración del útero y de las trompas en la misma exploración evitando la irradiación
4. Posibilidad de empleo de la técnica en pacientes alérgicas a contrastes con total seguridad

## Riesgos de una histerosonosalpingografía
En este caso, los riesgos son menores si lo comparamos con una histerosalpingografía. Principalmente, destacan dos:
1. Riesgo de infección (enfermedad inflamatoria pélvica)
2. Riesgo de reacción vagal por la manipulación del cuello uterino